# Ann Shanley
Ann Shanley (* 7. Dezember 1928) ist eine ehemalige australische Sprinterin.
Bei den British Empire Games 1950 in Auckland wurde sie Sechste über 100 Yards, erreichte über 220 Yards das Halbfinale und siegte mit der australischen Mannschaft in der 660-Yards-Staffel.
1950 wurde sie Australische Meisterin im Kugelstoßen.